# Theo van Londen
Theo van Londen (Doetinchem, 9 september 1948) was van 1966 tot 1977 een Nederlandse voetballer van De Graafschap in zijn geboorteplaats. Hij debuteerde in de Tweede divisie onder trainer Evert Teunissen en promoveerde in 1969 met de Doetinchemmers naar de Eerste divisie. Vier jaar later volgde promotie naar het hoogste niveau. Hij speelde 107 wedstrijden voor de Superboeren in de Eredivisie onder Piet de Visser en wederom Evert Teunissen.
Door een knieblessure kon een profcarrière in het buitenland geen doorgang vinden. Naast voetballer was hij directeur van een school.
Het voetbal liet hem niet los en hij werd trainer bij Gelderse amateurclubs in de omgeving van Doetinchem: Be Quick Zutphen, SV DCS, SC Doesburg, Drempt Vooruit (gefuseerd), VV Erica '76, HC '03, VV Sprinkhanen en SC Varsseveld.

## Carrièrestatistieken
| Seizoen         | Club            | Land            | Competitie      | Competitie | Competitie | Beker | Beker | Internationaal | Internationaal | Overig | Overig | Totaal | Totaal |
| Seizoen         | Club            | Land            | Competitie      | Wed.       | Dlp.       | Wed.  | Dlp.  | Wed.           | Dlp.           | Wed.   | Dlp.   | Wed.   | Dlp.   |
| --------------- | --------------- | --------------- | --------------- | ---------- | ---------- | ----- | ----- | -------------- | -------------- | ------ | ------ | ------ | ------ |
| 1966/67         | De Graafschap   | Nederland       | Eerste divisie  | –          | –          | –     | –     | 0              | 0              | 0      | 0      | –      | –      |
| 1967/68         | De Graafschap   | Nederland       | Tweede divisie  | –          | 2          | –     | 0     | 0              | 0              | 0      | 0      | –      | 2      |
| 1968/69         | De Graafschap   | Nederland       | Tweede divisie  | –          | 3          | –     | 0     | 0              | 0              | 0      | 0      | –      | 3      |
| 1969/70         | De Graafschap   | Nederland       | Eerste divisie  | –          | –          | –     | 1     | 0              | 0              | 0      | 0      | –      | –      |
| 1970/71         | De Graafschap   | Nederland       | Eerste divisie  | –          | –          | –     | 0     | 0              | 0              | 0      | 0      | –      | –      |
| 1971/72         | De Graafschap   | Nederland       | Eerste divisie  | –          | –          | –     | –     | 0              | 0              | 0      | 0      | –      | –      |
| 1972/73         | De Graafschap   | Nederland       | Eerste divisie  | –          | –          | –     | 0     | 0              | 0              | –      | –      | –      | –      |
| 1973/74         | De Graafschap   | Nederland       | Eredivisie      | –          | –          | –     | 0     | 0              | 0              | 0      | 0      | –      | –      |
| 1974/75         | De Graafschap   | Nederland       | Eredivisie      | –          | –          | –     | 0     | 0              | 0              | 0      | 0      | –      | –      |
| 1975/76         | De Graafschap   | Nederland       | Eredivisie      | –          | –          | –     | 0     | 0              | 0              | 0      | 0      | –      | –      |
| 1976/77         | De Graafschap   | Nederland       | Eredivisie      | –          | –          | –     | 0     | 0              | 0              | 0      | 0      | –      | –      |
| Carrière totaal | Carrière totaal | Carrière totaal | Carrière totaal | –          | –          | –     | 1     | 0              | 0              | 0      | 0      | –      | –      |

## Erelijst
De Graafschap
| Nationaal      |    |         |
| Tweede divisie | 1x | 1968/69 |